# Hedwig Holtz-Sommer
Hedwig Holtz-Sommer geborene Hedwig Sommer (* 22. August 1901 in Berlin; † 23. August 1970 in Wustrow) war eine deutsche Malerin. Sie wird der Gruppe Die verschollene Generation zugeordnet.

## Leben
Hedwig Sommer absolvierte in Gera die Höhere Töchterschule. Von 1917 bis 1921 studierte sie an der Kunstgewerbeschule Weimar. Danach arbeitete sie bis 1924 in Eßlingen als Modezeichnerin und bis 1927 in Gera im Schneiderhandwerk. Von 1927 bis 1929 studierte sie Malerei an der Staatlichen Hochschule für Bildende Kunst in Weimar bei Hugo Gugg, Fritz Feigler und Walther Klemm. 1930 zog sie nach Rostock, 1931 nach Wustrow.
Dort lernte sie den Maler Erich Theodor Holtz kennen, den sie im Jahre 1934 heiratete. Das Fischland – „auf der einen Seite die oft brausende tobende See, auf der anderen der oft tückische Bodden mit seinen böigen Winden und dazwischen ein schmaler Landstreifen, kaum einige Hundert Meter breit“ – wurde ihr zur Heimat.
In der Zeit des Nationalsozialismus war Hedwig Holtz-Sommer obligatorisch Mitglied der Reichskammer der bildenden Künste. 1935 beteiligte sie sich an einem Wettbewerb der Deutschen Gesellschaft für Goldschmiedekunst und der Bremer Kunstschau, in dem Frauen mit Schmuck dargestellt werden sollten. Dabei errang sie bei 724 eingereichten Gemälden mit dem „Bildnis Frau Marie von Rappard“ einen 2. Preis. 1941 erhielt sie ein Stipendium der deutschen Albrecht-Dürer-Stiftung.
Nach dem Ende des Zweiten Weltkriegs wurde sie Mitglied des Mecklenburgischen Künstlerkollektivs. Wie ihr Malerkollege und Mentor Hans Theo Richter gehörte sie zu jenen Künstlern, „… die in den folgenden Dezennien nicht nur den Kunstprozeß durch ihr Werk entscheidend mitbestimmen, sondern die auf die verschiedenste Weise beginnen, als Anreger für jüngere Kräfte wirksam zu werden.“ Ihre Motive fand HSH, wie sie später ihre Arbeiten signierte, in ihrer unmittelbaren Umgebung auf dem Fischland. So entstand in den 1950er und 1960er Jahren eine Serie kleinformatiger Aquarelle, die „Fischlandserie“, die vorzugsweise Wustrower Seeleute auf ihre Reisen mitnahmen.
Hedwig Holtz-Sommer starb an einem Krebsleiden. Sie ist neben ihrem Mann auf dem Fischlandfriedhof in Wustrow begraben. Ein beachtlicher Teil ihres grafischen Nachlasses befindet sich im Kunstmuseum Ahrenshoop.

## Weitere Ehrungen
- 1961: Medaille für ausgezeichnete Leistungen
- 1965: Johannes-R. Becher-Medaille

## Werke (Auswahl)
Tafelbilder
- Porträt Peter Erichson (1958, Öl, 57 × 45 cm)
- Junger Arbeiter (Öl; auf der Vierten Deutschen Kunstausstellung)[5]
- Kinderbildnis (Öl; auf der Vierten Deutschen Kunstausstellung)[6]
- Empfang sowjetischer Traktoren durch eine mecklenburgische MAS (Öl, 150 × 195 cm; auf der Dritten Deutschen Kunstausstellung)[7]

Illustrationen
- Käthe Miethe (Hrsg.): Stralsund. Die Stadt am Sund. Carl Hinstorff Verlag, Rostock, 1955
- Ulla Küttner: Der Adler-Dirk. Hinstorff-Verlag, Rostock, 1958
- Der goldene Vogel und andere Märchen der Brüder Grimm. Ein Märchenquartettspiel. Verlag Rudolf Forkel, Pössneck, 1962

## Ausstellungen (unvollständig)
Einzelausstellungen
- 1967: Rostock, Kulturhistorisches Museum (Malerei und Grafik)
- 1995: Wustrow, Kunstscheune Barnsdorf (mit Gerhard Marcks)
- 2001: Ahrenshoop, Kunstkaten (Gedächtnisausstellung; Bilder, Aquarelle, Zeichnungen, Grafik)
- 2002: Gera, Otto-Dix-Haus (Gedächtnisausstellung; Bilder, Aquarelle, Zeichnungen, Grafik)

Ausstellungsbeteiligungen
- 1934: Berlin, Preußische Akademie der Künste (Herbstausstellung)
- 1935: Bremer Kunstschau („Bildnisse von Frauen mit Schmuck“)
- 1936: Berlin, Haus der Kunst („Bildnisse deutscher Männer“; Deutsche Gesellschaft für Goldschmiedekunst)
- 1944: Hamburg, Kunsthalle Hamburg („Ausstellung Danzig-westpreußischer, pommerscher und mecklenburgischer Künstler“)
- 1945: Schwerin, Landesmuseum („Jahresschau 1945 der Kunstschaffenden aus Mecklenburg-Vorpommern“)[8]
- 1946, 1953 und 1958: Dresden, Allgemeine Deutsche Kunstausstellung und Dritte und Vierte Deutsche Kunstausstellung
- 1954: Rostock und Stralsund: Erste Kunstausstellung des Bezirks Rostock
- 1960: Berlin, Pavillon der Kunst („Frauenschaffen und Frauengestalten in der bildenden Kunst. 50 Jahre Internationaler Frauentag.“)
- 1969: Rostock, Bezirkskunstausstellung
- 1974: Dresden, Kupferstichkabinett („Zeichnungen in der Kunst der DDR“)
- 1975: Schwerin („Farbgrafik in der DDR“)